# Vuelo 269 de One-Two-GO Airlines
El 16 de septiembre de 2007, el vuelo 269 de One-Two-Go Airlines se estrelló al intentar aterrizar en el Aeropuerto Internacional de Phuket de Tailandia en medio de una intensa lluvia, proveniente del Aeropuerto Internacional Don Mueang de Bangkok. Autoridades aeroportuarias indicaron que el vuelo estaba compuesto por turistas de diversas nacionalidades: ingleses, israelíes y asiáticos. Hubo 90 muertos. Los 40 supervivientes, fueron trasladados a diversos hospitales. En el avión accidentado viajaban 123 pasajeros y 7 tripulantes.
El informe del accidente fue publicado por el Comité de Investigación de Accidentes de Aeronaves (AAIC) del Ministerio de Transporte. Se incorporó un informe separado de dos años realizado por la Junta Nacional de Seguridad del Transporte de los Estados Unidos (NTSB) en el informe de AAIC. Ambos informes encontraron que el capitán y el primer oficial habían trabajado horas excediéndose de los límites legales de vuelo; que el primer oficial intentó transferir el control al capitán durante el intento de aterrizaje (maniobra motor y al aire); que ninguno de los dos pilotos pulsó el botón TO/GA para la maniobra de aterrizaje frustrado y que los programas de capacitación y seguridad en la aerolínea eran deficientes.

## Aeronave

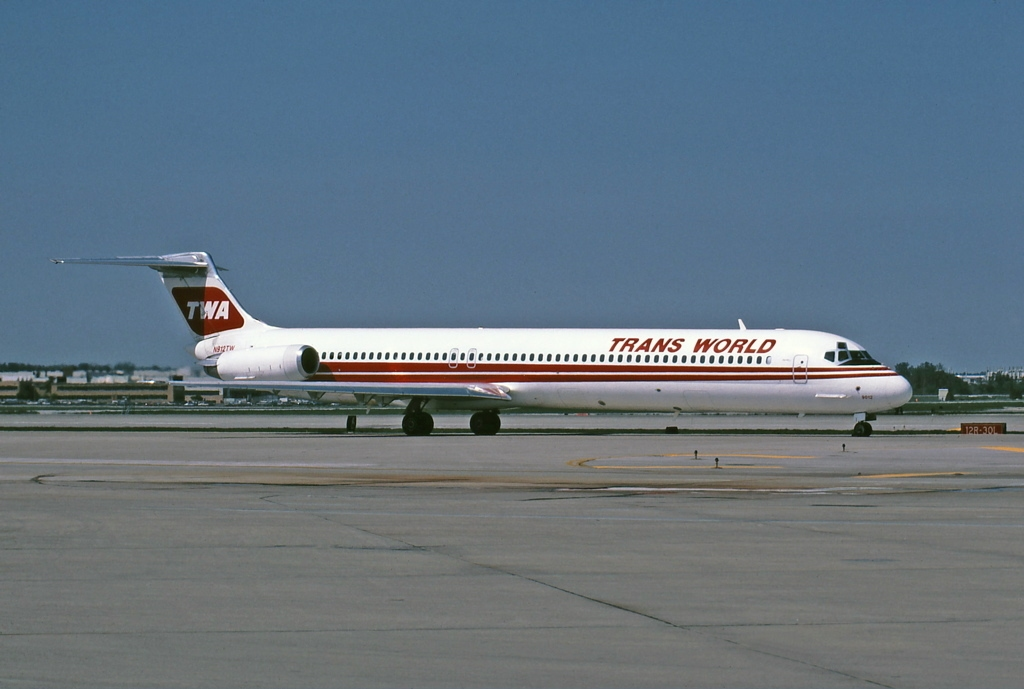
El avión involucrado en el accidente fotografiado en mayo de 1985, mientras aún estaba en servicio con Trans World Airlines.

La aeronave, un McDonnell Douglas MD-82 de 23 años y 10 meses, con número de línea 1129 y número de serie del fabricante 49183, realizó su primer vuelo el 13 de noviembre de 1983, luego fue entregada el 20 de diciembre de 1983 y fue operado por primera vez por Trans World Airlines como N912TW y luego transferida a American Airlines como parte de la fusión entre las dos aerolíneas antes de ser adquirida por la aerolínea en febrero de 2007, 7 meses antes del accidente y registrada como HS-OMG.

## Vuelo

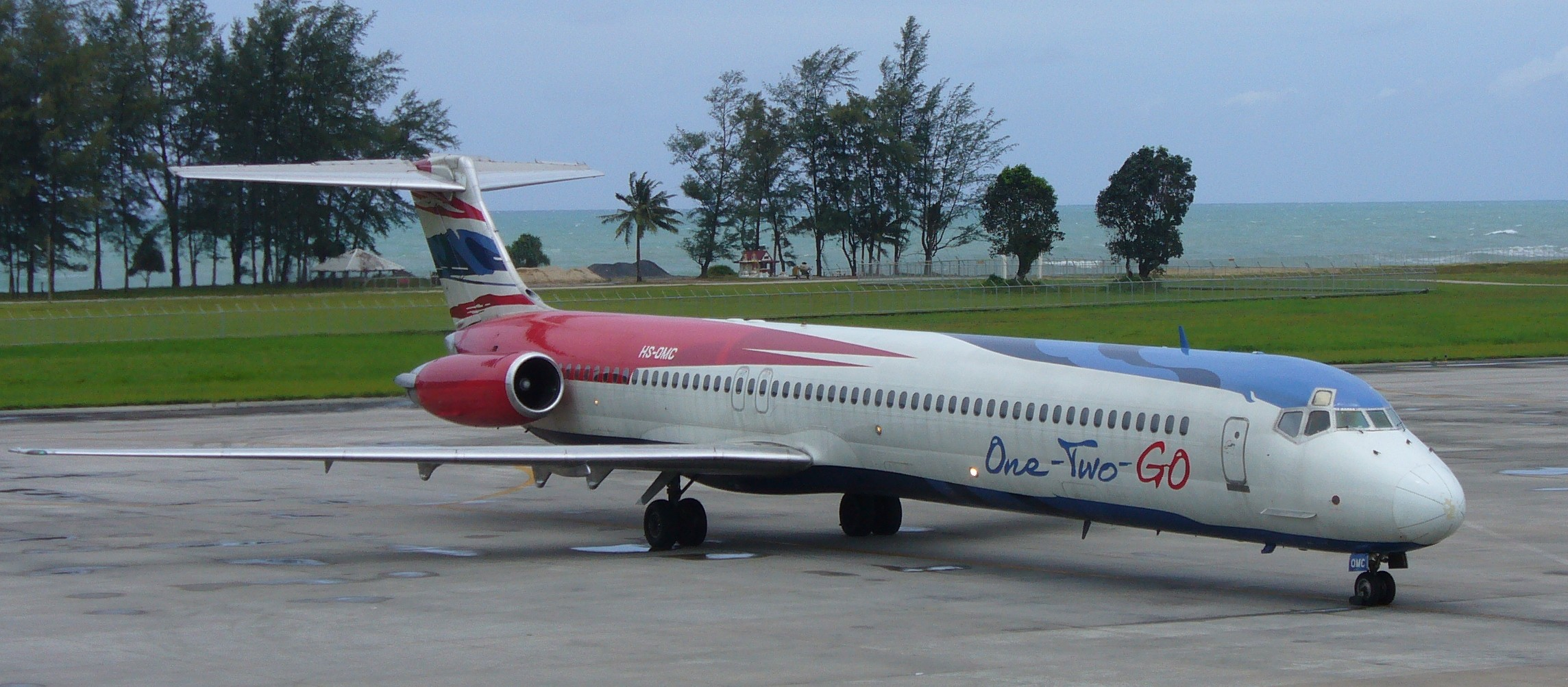
MD-82 de One-Two-GO similar al accidentado.

El día del accidente, el McDonnell Douglas MD-82 partió del Aeropuerto Internacional Don Mueang de Bangkok, Tailandia, a las 14:31 con destino al Aeropuerto Internacional de Phuket con el número de vuelo 269. La tripulación de vuelo estaba formada por el capitán Arief Mulyadi (57), ciudadano indonesio y piloto principal de One-Two-Go Airlines, y expiloto de la Fuerza Aérea de Indonesia, y el primer oficial Montri Kamolrattanachai (30), un ciudadano tailandés que recientemente completó su entrenamiento de vuelo con el programa de inicio de One-Two-Go. Arief tuvo 16.752 horas de vuelo, incluidas 4.330 horas en el MD-82, mientras que Montri tuvo 1.465 horas, 1.240 de ellas en el MD-82. El avión transportaba 123 pasajeros y siete tripulantes. El vuelo 269 fue el cuarto de los seis vuelos entre Bangkok y Phuket que Arief y Montri tenían programado realizar ese día.
Al acercarse a Phuket, el Capitán Arief cometió varios errores de comunicación por radio, incluidas las comunicaciones de lectura/escucha y la declaración incorrecta de su número de vuelo. El primer oficial Montri era el piloto de vuelo.
Otro avión aterrizó inmediatamente antes del vuelo 269 y experimentó cizalladura del viento. El capitán de esa aeronave se puso en contacto con la torre e informó sobre la cizalladura del viento durante su aproximación final y cumulonimbus sobre el aeropuerto, un informe audible para todas las aeronaves entrantes. El Control de Tráfico Aéreo solicitó que el vuelo 269 reconozca la información meteorológica proporcionada y vuelva a exponer sus intenciones. El capitán Arief indicó haber recibido la transmisión y manifestó su intención de aterrizar.

## Accidente
El vuelo 269 realizó una aproximación ILS justo al norte de la línea central en la pista 27. A medida que avanzaba el aterrizaje, control informó vientos crecientes a 240 grados de 15 a 30 nudos (28 a 56 km/h; 17 a 35 mph), luego a 40 nudos (74 km/h; 46 mph). El capitán Arief confirmó la recepción de los informes. ATC volvió a solicitar intenciones. El capitán Arief dijo: «Aterrizaje».
A medida que la aeronave descendía a 115 pies (35 m) por encima del nivel de umbral (ATL), su velocidad aérea disminuyó. El capitán Arief pidió repetidamente más potencia cuando el primer oficial Montri intentó aterrizar. La aeronave continuó descendiendo y cayó por debajo de los 50 pies (15 m) ATL, lo que provocó que el acelerador automático redujera el empuje del motor a ralentí. Un segundo después, el primer oficial Montri llamó «Dale la vuelta». Así lo reconoció el capitán. El primer oficial luego intentó transferir el control de la aeronave al Capitán Arief. No hubo reconocimiento verbal de esto por parte del Capitán Arief.
Los pilotos retrajeron el tren de aterrizaje y colocaron flaps para dar la vuelta. La inclinación de la aeronave cambió de 2 grados a 12 grados a medida que la aeronave ascendía, con los motores aún al ralentí. La velocidad aerodinámica disminuyó y la aeronave ascendió a una altitud máxima de 262 pies (80 m) ATL antes de comenzar a descender. Durante 13 segundos los motores permanecieron al ralentí. El ángulo de cabeceo de la aeronave disminuyó hasta casi cero y luego se aumentó manualmente el acelerador dos segundos antes del impacto con un terraplén a lo largo de la pista a las 15:40. La aeronave fue destruida en el impacto junto con un incendio posterior al accidente.